# Estonská akademie umění v Tallinnu
Estonská akademie umění v Tallinnu (estonsky Eesti Kunstiakadeemia) je jediná veřejná univerzita v Estonsku, která poskytuje vysokoškolské vzdělání v oblasti umění, designu, architektury, médií, dějin umění, konzervace a restaurování.
Založení univerzity se datuje do roku 1914, kdy Estonská umělecká společnost založila Tallinn Industrial Art School, který byla první a na chvíli jedinou uměleckou školou v Estonsku.